# Krasnosielc Leśny
Krasnosielc Leśny (prononciation : [krasˈnɔɕɛlt͡s ˈlɛɕnɨ]) est un village polonais de la gmina de Krasnosielc dans le powiat de Maków de la voïvodie de Mazovie dans le centre-est de la Pologne.
Il se situe à environ 2 kilomètres au sud-ouest de Krasnosielc (siège de la gmina), 16 kilomètres au nord de Maków Mazowiecki (siège du powiat) et à 89 kilomètres au nord de Varsovie (capitale de la Pologne).

## Histoire
De 1975 à 1998, le village appartenait administrativement à la voïvodie d'Ostrołęka.